# Trường Phong
Trường Phong (chữ Hán giản thể:长丰县, âm Hán Việt: Trường Phong huyện) là một huyện thuộc địa cấp thị Hợp Phì, tỉnh An Huy, Cộng hòa Nhân dân Trung Hoa. Huyện Trường Phong có diện tích 1938 km², dân số 782.700 người. Về mặt hành chính, huyện này được chia thành 9 trấn và 9 hương.
- Trấn: Thủy Hồ, Dương Miếu, Ngô Sơn, Hạ Đường, Song Đôn, Chu Hạng, Tào Am, Trang Mô, Cương Tập.
- Hương: Trương Từ, La Đường, Nghĩa Tỉnh, Thổ Sơn, Hạ Điếm, Tạo Giáp, Tả Điếm, Đỗ Tập, Bái Hà.